# Храм Рођења Светог Јована Крститеља у Становима
Храм Рођења Светог Јована Крститеља у Становима, насељеном месту на територији града Добоја, припада Епархији зворничко–тузланској Српске православне цркве.

## Историјат
Становска парохија је основана 1986. године, чине је села Станови, Мала Буковица, Љескове Воде и Тисовац.
Храм Рођења Светог Јована Крститеља у Становима је димензија 18×9 метара. Градња је почела 1984. године према пројекту архитекте Саве Кривокапића из Добоја. Темеље је освештао епископ зворничко-тузлански Василије Качавенда 1985. године, као и храм 19. јула 1987. уз саслужење епископа будимског Данила Крстића, сремског Василија Вадића, бањалучког Јефрема Милутиновића и хвостанског Никанора Богуновића. Иконе је осликао Никола Риђички из Новог Сада, а храм ђакон Никола Лубардић из Београда 1999—2001. године.